# Udo Beyer
Udo Beyer (* 9. srpna 1955 Stalinstadt) je bývalý východoněmecký atlet, olympijský vítěz a dvojnásobný mistr Evropy ve vrhu koulí.
V roce 1973 se stal v Duisburgu juniorským mistrem Evropy. Třikrát posunul pod otevřeným nebem hodnotu světového rekordu.

## Osobní rekordy
- vrh koulí (hala) - (21,39 m, 7. ledna 1985, Postupim)
- vrh koulí (venku) - (22,64 m, 20. srpna 1986, Berlín)